# Новосельское (Курганская область)
Новосельское — село в Далматовском районе Курганской области. Административный центр Новосельского сельсовета.

## История
До 1917 года входило в состав Тамакульской волости Камышловского уезда Пермской губернии. По данным на 1926 год село Новое состояло из 220 хозяйств. В административном отношении являлось центром Новосельского сельсовета Четкаринского района Шадринского округа Уральской области.

## Население
| 1989 | 2002 | 2010 |
| ---- | ---- | ---- |
| 259  | ↘195 | ↘129 |

По данным переписи 1926 года в селе проживало 1035 человек (456 мужчин и 579 женщин), в том числе: русские составляли 100 % населения.